# 布倫特·海登
布倫特·海登（Brent Matthew Hayden，1983年10月21日—）是一位加拿大游泳選手。在2012年倫敦奧運會上，他得到男子100米自由泳的銅牌。
2004年，海登隨加拿大代表團首度參與奧運會。然而，他在雅典街頭遇上示威，更被防暴警察以警棍打擊，因此無法參與男子100米自由泳賽事。他在另外四項賽事作賽，最佳成績為4×200米自由泳接力中得第5名，個人最佳成績則為200米自由泳賽事得第13名。
在2006年墨爾本英聯邦運動會中，海登在他本來不打算參與的50米自由泳項目中奪得銀牌；他在同屆英聯邦運動會也奪得三個銅牌。在2007年世界游泳錦標賽的男子100米自由泳項目中，他與意大利選手菲利頗·馬尼伊尼（Filippo Magnini）同時沖綫，兩人同獲金牌。這是加拿大選手自1986年來首次在世界游泳錦標賽中奪冠，而他以48.43秒沖綫的成績亦刷新了自己創下的加拿大記錄；他在同屆賽事亦在4×200米自由泳接力中得銅牌。
海登於卑詩省米遜出生，5歲時就開始游泳，但年幼時需重修游泳班。他的胸部有個超人紋身，因此被友人暱稱為。

## 外部連結
- Official Photography Website （页面存档备份，存于）